# براندان كولتر
براندان كولتر (بالإنجليزية: Brendan Coulter)‏ هو لاعب كرة القدم الغالية بريطاني، ولد في 7 يونيو 1982.